# (2012) Guo Shou-Jing
Pour les articles homonymes, voir Guo Shoujing (homonymie).
(2012) Guo Shou-Jing est un astéroïde de la ceinture principale. Il a été ainsi baptisé en hommage à Guo Shoujing (1231-1316), astronome, ingénieur et mathématicien chinois.